# Amdo (powiat)
Amdo lub Anduo (tyb. ཨ་མདོ་རྫོང་, Wylie: a mdo rdzong, ZWPY: Amdo Zong; chiń. upr. 安多县; pinyin Ānduō xiàn) – powiat we północno-wschodniej części Tybetańskiego Regionu Autonomicznego, w prefekturze Nagqu. W 1999 roku powiat liczył 32 443 mieszkańców.